# Gargantós
Gargantós (llamada oficialmente Santa Comba de Gargantós) es una parroquia del municipio español de San Ciprián de Viñas, en la provincia de Orense, Galicia.

## Historia
Hacia mediados del siglo XIX, la parroquia, ya por entonces perteneciente a San Ciprián de Viñas, tenía contabilizada una población de 316 habitantes. Aparece descrita en el octavo volumen del Diccionario geográfico-estadístico-histórico de España y sus posesiones de Ultramar de Pascual Madoz con las siguientes palabras:

GARGANTOS (Sta. Comba): felig. en la prov., part. jud. y dióc. de Orense (1 leg.), ayunt. de Viñas sit. al S. de la cap. del part., con libre ventilacion y clima bastante sano. Tiene unas 44 casas, distribuidas en los l. de Casdemendo é Iglesia, y en las ald. de Pazo y Sta. Comba. La igl. parr. (Sta. Columba) se halla servida por 1 cura de entrada y patronato laical. Confina el term. N. Rante; E. touza; S. Mezquita, y O. Souto de Penedo. El terreno participa de monte y llano, y abunda en aguas de fuente, las cuales sirven para gasto doméstico de los vec. y otros usos. prod. maiz, centeno, castañas, legumbres y vino: hay ganado vacuno, de cerda, lanar y cabrio; y caza de varias especies. ind.: la agricola, y cria de ganado vacuno. pobl.: 44 vec., 170 alm. contr.: con su ayuntamiento. (V.)
(Madoz, 1847, pp. 315-316)

## Organización territorial
La parroquia está formada por cinco entidades de población, constando una de ellas en el nomenclátor del Instituto Nacional de Estadística español:
- Casdemendo
- Currás
- Infesta
- Pazo (O Pazo)
- Santa Comba (Santa Comba de Gargantós)

## Demografía
| Gráfica de evolución demográfica de Gargantós entre 2000 y 2023 |
|                                                                 |
| Datos según el nomenclátor publicado por el INE.                |